# Канцеларија за иностране и послове Комонвелта
Канцеларија за иностране и послове Комонвелта, колоквијално позната под називом Форин офис (енгл. Foreign Office), је одељење Владе Уједињеног Краљевства које функционише као министарство иностраних послова. Форин офис је задужен за бригу о заштити британских интереса у свету. Ово је владино тело настало 1968. године када су обедињене дотадашње Канцеларија за иностране послове (Форин офис) и Канцеларија за послове Комонвелта (енгл. Commonwealth Office).
Особа на челу овога владиног тела која де факто обнаша функцију министра иностраних послова према континенталном моделу, у британском систему носи функцију Државног секретара за иностране и послове Комонвелта, колоквијално Секретар за иностране послове (енгл. Foreign Secretary). После референдум о чланству у ЕУ 2016. године и доласка на власт владе на чијем је челу Тереза Меј, на положају државног секретара налази се бивши лондонски градоначелник и члан Конзервативне партије Борис Џонсон. Положај Секретара за иностране послове сматра се једним од четири најпрестижнија именовања у оквиру британске владе уз положај премијера, секретара за унутрашње послове (полиција) и канцелара државне касе (финансије).

## Одговорности канцеларије
Званично су као приоритетни задаци Форин офиса дефинисани:
- Гарантовање националне безбедности Уједињеног Краљевства кроз активности супротстављања тероризму и ширењу оружја као и кроз активности на ублажавању конфликата.
- Изградња просперитета за Уједињено Краљевство кроз повећање извоза и инвестиција, отварање нових тржишта, осигурање приступа ресурсима и промовисање одрживог глобалног раста.
- Потпора британским држављанима у свету кроз систем модерних и ефикасних конзуларних услуга.